# تپه سید صادقی
تپه سید صادقی مربوط به عصر مس و سنگ - عصر آهن - دوره اشکانیان - دوره ساسانیان است و در شهرستان سرپل ذهاب، بخش مرکزی، دهستان حومه سرپل، ۱/۲۰۰ کیلومتری شرق روستای سرابله واقع شده و این اثر در تاریخ ۱۸ اسفند ۱۳۸۷ با شمارهٔ ثبت ۲۴۷۹۵ به‌عنوان یکی از آثار ملی ایران به ثبت رسیده است.